# Hlúkhiv
Hlúkhiv (en ucraïnès Глухів, en rus Глухов) és una ciutat de la província de Sumi, Ucraïna. El 2021 tenia 32.247 habitants. Es troba prop de la frontera amb Rússia i a 104 km al nord-oest de Sumi.

## Història

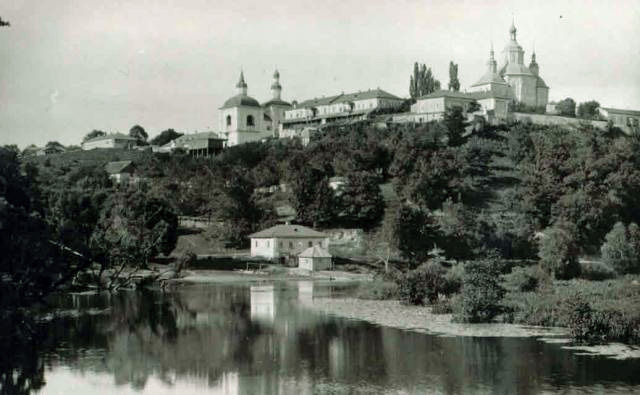
Hlúkhiv envers el 1900

La Crònica Primària assenyala Hlúkhiv com una ciutat de Sevèria el 1152. Esdevé seu d'una de les branques de la família principesca de Txerníhiv arran de la invasió mongola de Rússia. A partir de 1320, la regió formava part de la Confederació de Polònia i Lituània (voivodat de Txerníhiv de la Corona de Polònia) fins a la Unió de Lublin. Li fou atorgat el dret de Magdeburg el 1644 per Ladislau IV de Polònia. La ciutat conegué el seu període de més esplendor gràcies a Pere I de Rússia, que transferí la capitalitat de l'hetmanat cosac de Baturin a Hlúkhiv el 1708. La ciutat gaudí d'aquest estatus de capital fins al 1722, i novament entre 1727 i 1734. Sota els últims hetmans d'Ucraïna, la ciutat és renovada en estil barroc. Poc després aquestes joies arquitectòniques quedaren destruïdes per diversos incendis, i queden conservades poques edificacions d'aquesta època.
Des de la fundació, el 1738, de la primera escola de cant de l'Imperi Rus, la ciutat compta amb un ric patrimoni musical, a tall d'exemple, Maksim Berezovski i Dmitri Bortnianski estudiaren a Hlúkhiv. La ciutat els erigí un monument a la plaça que duu el cognom de Bortnianski.

### Invasió russa de 2022
Va haver-hi combats entre l'exèrcit ucraïnès i l'exèrcit rus a la ciutat i als seus encontorns des del 24 de febrer del 2022 arran de la invasió russa d'Ucraïna.